# Ricardo Salgado
Ricardo Salgado (Cascaes, Portugal, 25 de junio de 1944) es un economista y banquero portugués. Expresidente del ex Banco Espírito Santo. Acusado de corrupción y lavado de activos, se encuentra en arresto domiciliario.

## Formación académica
Biznieto de José Maria do Espírito Santo Silva (fundador del Banco Espírito Santo en el siglo XIX) y nieto materno de Ricardo Ribeiro do Espírito Santo Silva, Ricardo Salgado pasó los primeros años de su vida en Lisboa. Vivió en Lapa, donde estudió en una escuela primaria pública, y, más tarde, en el Liceo Pedro Nunes.
En 1969 se licenció en Economía por el Instituto Superior de Ciencias Económicas y Financieras (actual ISEG) de la Universidad Técnica de Lisboa. A continuación, cumplió el servicio militar en la Marina de Guerra Portuguesa, en el Curso de Formación de Oficiales de la Reserva Natural, antes de unirse al Banco Espírito Santo Comercial de Lisboa, en 1972.

## Carrera profesional
En 1972, en el Banco Espírito Santo Comercial, asume la dirección del Departamento de Estudios Económicos, y posteriormente la Dirección de Crédito, donde permanecerá hasta 1975, momento en el que el banco fue nacionalizado.
Se marcha entonces al extranjero, donde participa en la reconstrucción del Grupo Espírito Santo, primero a partir de Brasil (1976-1982), y después en Suiza (1982-1991), de donde regresa para invertir en Portugal. Empezó por la creación del Banco Internacional de Crédito, en 1986, cuando la Constitución de la República Portuguesa todavía no permitía reprivatizaciones. Más tarde, dicho banco sería absorbido por el Banco Espírito Santo.
En 1991, tras la reprivatización, Ricardo Salgado asume la presidencia ejecutiva del Banco Espírito Santo y da inicio a una trayectoria que condujo a un aumento de cuota de mercado del 8% al 20% y a la internacionalización del BES. En 2002, fue nombrado para el Supervisory Board de Euronext NV (Ámsterdam) y en 2006 participa en la fusión de Euronext con el New York Stock Exchange (NYSE), donde formó parte de su Consejo como miembro no ejecutivo hasta 2011. Fue administrador no ejecutivo del Banco Bradesco (Brasil) de 2003 a 2012.
Es presidente de la Comisión Ejecutiva y vicepresidente del Consejo de Administración del Banco Espírito Santo. Asimismo, es miembro del Consejo Superior del Grupo Espírito Santo. Acumula esas funciones con las de presidente del Consejo de Administración del Espírito Santo Financial Group (con sede en Luxemburgo) y del Banco Espírito Santo de Investimento (BESI). Es además administrador del Espírito Santo Bank of Florida (EE. UU.), de E. S. International Holding (Luxemburgo), de Espírito Santo Resources (Bahamas), del Banque Privée Espírito Santo (Suiza) y del Banque Espírito Santo et de la Vénétie (Francia).
Ricardo Salgado fue mentor de la internacionalización del BES y apostó por el triángulo estratégico África, Brasil y España. Actualmente, el área internacional supone la mitad de los beneficios del banco.  En 2012, el banco liderado por Ricardo Salgado fue el único de los tres mayores bancos privados portugueses en aumentar capital recurriendo únicamente a sus accionistas y al mercado de capitales, sin necesitar dinero de los contribuyentes.
En enero de 2013, el BES fue el único banco portugués que participó en la gestión de la operación que señala el regreso de Portugal a los mercados desde que el país fue objeto de intervención por parte de la troika.
En julio de 2014 deja el BES semanas antes de ser rescatado, tal y como hiciera Rodrigo Rato al frente de Bankia

## Reconocimiento
Fue nombrado Economista del Año por la Asociación Portuguesa de Economistas (1992) y Personalidad del Año por la Cámara Portuguesa de Comercio de Brasil (2001). Recibió las condecoraciones de Caballero de la Orden Nacional del Mérito (1994) y de la Orden Nacional de la Legión de Honor (2005), de Francia, y la de Gran Oficial de la Orden Nacional del Crucero del Sur (1998), de Brasil.
En 2012, fue condecorado Commander's Cross Order of Merit de la República de Hungría y distinguido en la categoría Lifetime achivement en Mercados Financieros en los Investor Relations and Governance Awards 2012, iniciativa de Deloitte que distingue las mejores prácticas en el sector empresarial.
En julio de 2013 le fue concedido el doctorado honoris causa por la Universidad Técnica de Lisboa, donde fue distinguido por los servicios prestados a la economía, a la cultura, a la ciencia y a la universidad.

## Arresto domiciliario
Acusado de corrupción y lavado de activos, se encuentra en arresto domiciliario por las operaciones Marqués y Monte Branco. Salgado siendo presidente del Banco Espirito Santo  en 2014 fue declarado sospechoso formal y está a la espera de juicio por cargos relacionados con la supuesta falsificación de la contabilidad del holding Espírito Santo Services entre 2009 y 2014.